# The Legacy
A The Legacy a Testament nevű thrash metal együttes első stúdióalbuma, amely 1987-ben jelent meg a Megaforce Recordsnál. Közvetlenül a lemezmegjelenés előtt változtatta az eredetileg Legacy néven működő csapat Testamentre a nevét, mivel már létezett másik együttes ugyanezzel a névvel. Az album underground körökben azonnal népszerű lett, a thrash metal egyik legnagyobb klasszikusának számít. Sokan ma is úgy vélik, hogy ez a Testament legjobb albuma.[forrás?]

## Története
A lemezre került dalok zenéjét többségében a két gitáros, Alex Skolnick és Eric Peterson írták, az okkult témákkal foglalkozó dalszövegeket pedig nagyrészt Peterson és a Testament eredeti énekese Steve "Zetro" Souza. A Testamenthez nem sokkal a lemezfelvétel előtt 1986-ban csatlakozott énekes Chuck Billy a már összeállt lemezanyaghoz a feléneklésen túl a Do or Die dalszövegének megírásával járult hozzá. A lemez producere, hangmérnöke az az Alex Perialas volt, aki korábban Anthrax és Overkill albumokon dolgozott, és az egyik legelismertebb thrash metal producer volt az 1980-as évek második felében.
A lemeznyitó Over the Wall című számhoz forgattak videóklipet. A megjelenés után Amerikában és Európában az Anthrax előzenekaraként mutathatták be koncerten az album dalait.
A The Legacy albumot 1995-ben újból kiadta az Atlantic Records. 2001-ben az első két Testament nagylemezről kiválogatott dalokat a First Strike Still Deadly című albumhoz újra lemezre játszotta az együttes. Az album érdekessége, hogy az Alone in the Dark, valamint az első Testament-albumról lemaradt Reign of Terror c. dalokat az eredeti énekes Steve "Zetro" Souza énekli rajta.

## Dalok
1. Over the Wall – 4:04
2. The Haunting – 4:11
3. Burnt Offerings – 5:03
4. Raging Waters – 4:30
5. C.O.T.L.O.D. (Curse of the Legions of Death) – 2:28
6. First Strike is Deadly – 3:41
7. Do or Die – 4:36
8. Alone in the Dark – 4:01
9. Apocalyptic City – 5:48

## Közreműködők
| Zenészek - Chuck Billy: ének - Eric Peterson: gitár - Alex Skolnick: szólógitár - Greg Christian: basszusgitár - Louie Clemente: dob | További közreműködők - Alex Perialas: producer, hangmérnök - Jon Zazula: producer - Marsha Zazula: producer - Alexis Olson: borítóterv - Dan Muro: fényképek |